# Verschwörung der Gleichen

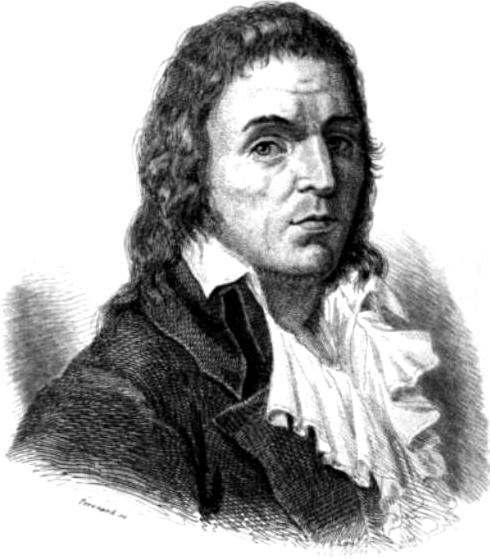
François Noël Babeuf, Wortführer der Conjuration des Égaux

Die Verschwörung der Gleichen (französisch Conjuration des Égaux) war ein frühsozialistischer Geheimbund. Aufgebaut wurde er 1795 in der dritten Phase der Französischen Revolution von François Noël Babeuf, einem zu dieser Zeit inhaftierten französischen Revolutionär.
Der Geheimbund strebte an, das großbürgerliche Direktorium zu stürzen und durch sozialrevolutionäre Maßnahmen zugunsten der landlosen Bauern und des städtischen Proletariats eine Art kommunistischer Gesellschaft in Frankreich durchzusetzen.
Weitere Namen für den Bund sind Gesellschaft bzw. Gemeinschaft der Gleichen (frz. Société des égaux).

## Geschichte
Die Gruppe um Babeuf wurde nach seiner Amnestie formell als Gesellschaft der Freunde der Republik in Paris gegründet. Umgangssprachlich nannte man sie – nach ihrem Versammlungsort nahe dem Panthéon in Paris – meist Club du Panthéon.
Am 27. Februar 1796 wurde der Klub vom jungen General Napoléon Bonaparte auf Weisung des Direktoriums wieder geschlossen. Die weiteren Maßnahmen der Verschwörung wurden bis 1797 verraten, Babeuf und die meisten seiner Anhänger bereits im Mai 1796 erneut verhaftet. Im folgenden Prozess vor dem Hohen Justizhof wurden die Anführer François Noël Babeuf und Augustin Alexandre Darthé zum Tode verurteilt und Ende Mai 1797 auf der Guillotine hingerichtet.

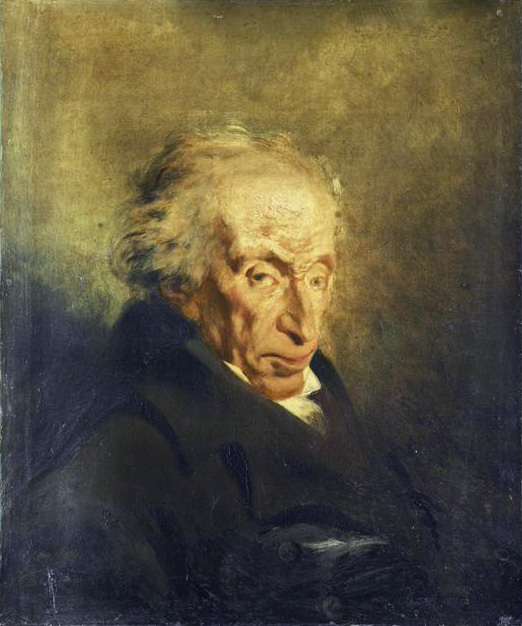
Filippo Buonarroti, Aktivist der Verschwörung in Norditalien und Publizist ihrer Ideen

Die anderen Verschwörer wurden entweder freigesprochen oder aber, wie der aus Pisa stammende Revolutionär Filippo Buonarroti, zur Verbannung verurteilt. Dieser hatte in der Vorphase des italienischen Risorgimento letztlich erfolglos versucht, die Ideen der Gleichen in einigen Gebieten der von Frankreich besetzten Regionen Piemont und Lombardei zu verwirklichen.

## Nachwirkung
Filippo Buonarroti veröffentlichte 1828 sein Hauptwerk Conspiration pour l’égalité (frz. für Verschwörung für die Gleichheit), in dem er die Geistesgeschichte der Verschwörung der Gleichen sowie die Ideen Babeufs darstellte. Diese Ideen beeinflussten auch unmittelbar nachfolgende linksrevolutionäre Bewegungen des 19. Jahrhunderts, in Frankreich selbst insbesondere den von Louis-Auguste Blanqui begründeten Blanquismus.
Auch spätere Aktivisten und Theoretiker des Anarchismus wie auch des Kommunismus – unter den einen etwa Pierre-Joseph Proudhon, unter den anderen Wilhelm Weitling (Bund der Gerechten) und Karl Marx (Bund der Kommunisten) – beriefen sich auf die Thesen Babeufs, die Vorstellungen der Gleichen und auf deren erstmaligen Versuch, das Konzept einer klassenlosen Gesellschaft in der politischen Praxis zu verwirklichen.